# Французька для початківців
«Французька для початківців» (нім. Französisch für Anfänger) — німецько-французька молодіжна романтична кінокомедія 2006 року випуску режисера Крістіана Діттера (нім. Christian Ditter).

## Сюжет
Що може змусити безтурботного студента коледжу, який знає всього декілька слів по-французьки, відправитися до Парижа? Тільки кохання з першого погляду... Молода француженка Валері підкорила серце Генріка раз і назавжди! Ось тільки сама Валері навіть не підозрює про це. Адже в її присутності Генрік буквально втрачає дар мови. І для того, щоб обійти суперників і завоювати її прихильність, йому доведеться не раз побувати в найбезглуздіших і смішних ситуаціях.
Аби бути поближче з дівчиною, яка подобається головному герою фільму - Генріку, він вирішує поїхати за нею у подорож до Франції, де збирався з Валері зав'язати стосунки. Але виявилось так, що Валері вже мала хлопця у Франції і Генрік зрозумівши це дуже засмутився. Коли група гостей з Німеччини пішла на дегустацію французьких вин, французький хлопець Валері відійшов куди подалі від групи після того, як йому на телефон прийшло повідомлення, в цей час Генрік пішов за ним і побачив, що той займається коханням з іншою дівчиною, зраджуючи Валері.
Знаючи це Генрік тримав таку таємницю при собі, але все ж таки ненароком розповів про неї Валері. Після чого вона порвала зі своїм французьким хлопцем. На шляху між Генріком і Валері були постійні перепони, попри це кохання взяло силу і вони обоє покохали одне-одного під кінець фільму.

## У головних ролях
- Франсуа Геск : Генрік
- Паула Шрамм : Валері
- Леннард Бертсцбах : Йоганнес
- Елоді Боллі : Шарлот
- Таддеуш Мейлінгер : Ніклас
- Дітріч Адам : Томас
- Шарлотт Беглан : Аурілі
- Вірджіні Боннір : Жанін
- Андреас Борчердінг
- Меліна Борчердінг
- Том Бракуорт : Себастьян
- Камілле Брунет : Джулі
- Ізабель Кот
- Киріл Дезкурс : Метью
- Жерард Деспоу
- Аурелін Деварс : Джо Фіні
- Елеоноре де Пейдж : Сильвіанне
- Ясон Константинов
- Ванесса Крюгер : Лєна